# Adam von Weyherr
Adam von Weyherr (* 1683; † 10. Dezember 1744 auf Gut Sieten bei Teltow) war ein preußischer Generalmajor, Chef des Garnisonsregiments Nr. 4 sowie Landeshauptmann der Altmark. Er war Drost von Bochum sowie Erbherr von Schmuckentin, Wulchow und Cölpin.

## Leben

### Herkunft
Seine Eltern waren Christian von Weyherr und dessen Ehefrau Elisabeth von Iwatzhof. Sein Vater war Erbherr auf Mulkenthin, Storckow und Parlin.

### Militärkarriere
Er war Major im Leibregiment des Königs Friedrich Wilhelm I., als er 1725 zum Drost von Wetter ernannt wurde. Er stieg auf bis zum Obersten und Kommandeur des Regiments. Vom König erhielt er am 8. Juni 1723 die Güter Grandhof, Streckenthin sowie Cölpin, Gervin und Pribbernow. Sie waren dem König bereits 1719 durch den Tod von Christoph Friedrich von Manteufel zugefallen. Am 8. März 1739 wurde er zum Landeshauptmann der Altmark bestellt. Mit der Neuordnung des Militärs unter dem neuen König Friedrich II. wurde er am 23. Juni 1740 zu Generalmajor beförderte. Dazu erhielt er das aus einem Bataillon bestehende Garnisonsregiment Nr. 4, das aus älteren Grenadieren der Potsdamer Riesengarde gebildet wurde. Es erhielt sein Standquartier in Aken im damaligen Herzogtum Magdeburg.
Er starb am 10. Dezember 1744 auf dem damaligen Schlabbrendorffschen Gut Siethen während einer Reise von Magdeburg nach Berlin.

### Familie
Er heiratete 1738 Charlotte Sabine von Schlabbrendorff. Er hatte mit ihr mehrere Töchter. Seine Frau erbte nach seinem Tod ein ansehnliches Vermögen. Zu seinen Töchtern zählen:
- Wilhelmine Louise († 3. Dezember 1771) ⚭ 29. Dezember 1762 Joachim Friedrich von Winterfeld [2]
- Sophie Charlotte Tugendreich (* 16. September 1739; † 17. April 1778) ⚭ I. 5. November 1758 Carl Friedrich von Löschbrandt (* 14. September 1726; † 9. April 1768) ⚭ II. 20. Juni 1770 Ernst Sigismund von Mosch (* 30. Juni 1724; † 11. Juni 1787)[3]